# Acrossocheilus fasciatus
Acrossocheilus fasciatus är en fiskart som först beskrevs av Franz Steindachner 1892.  Acrossocheilus fasciatus ingår i släktet Acrossocheilus och familjen karpfiskar. Inga underarter finns listade i Catalogue of Life.